# Noni Hazlehurst
Noni Hazlehurst est une actrice australienne née le 17 août 1953 à Melbourne. 

## Filmographie

### Cinéma
- 2005 : Little Fish de Rowan Woods : Janelle Heart
- 2014 : The Mule de Tony Mahony et Angus Sampson : Judy Jenkins
- 2018 : Les Petites Robes noires (Ladies in Black) de Bruce Beresford : Miss Cartwright

### Télévision

#### Séries télévisées
- 2006-2011 : City Homicide : L'Enfer du crime : Berenice Waverly (84 épisodes)
- 2013-2018 : A Place to Call Home : Elizabeth Bligh / Elizabeth Goddard (67 épisodes)

#### Téléfilms
- 1992 : Clowning Around de George Whaley : Sarah Gunner
- 2000 : Waiting at the Royal (en) de Glenda Hambly : Eloise